# Goñi
Goñi là một đô thị trong tỉnh và cộng đồng tự trị Navarre, Tây Ban Nha. Đô thị này có dân số là 195 người. Đô thị nằm ở độ cao m trên 773 mực nước biển. Ở đô thị này tiếng Basque không phải là ngôn ngữ chính thức. 

## Các khu dân cư
| Khu dân cư | Dân số (2006) |
| ---------- | ------------- |
| Aizpun     | 28            |
| Azanza     | 42            |
| Goñi       | 43            |
| Munarriz   | 53            |
| Urdanoz    | 26            |

| Biến động dân số                                   | Biến động dân số | Biến động dân số | Biến động dân số | Biến động dân số | Biến động dân số | Biến động dân số | Biến động dân số | Biến động dân số | Biến động dân số | Biến động dân số |
| 1996                                               | 1998             | 1999             | 2000             | 2001             | 2002             | 2003             | 2004             | 2005             | 2006             | 2007             |
| -------------------------------------------------- | ---------------- | ---------------- | ---------------- | ---------------- | ---------------- | ---------------- | ---------------- | ---------------- | ---------------- | ---------------- |
| 206                                                | 201              | 166              | 188              | 200              | 210              | 208              | 204              | 197              | 192              | 180              |
| Nguồn: Goñi et instituto de estadística de navarra |                  |                  |                  |                  |                  |                  |                  |                  |                  |                  |

==Tham khảo==
Goni